# Master X Master
Master X Master (abreviado como MXM) foi um jogo eletrônico do gênero multiplayer online battle arena (MOBA) desenvolvido e publicado pela NCsoft.

## Jogabilidade
Master X Master é um MOBA com características de tiro em terceira pessoa. Cada jogador controla dois personagens jogáveis conhecidos como "Mestres". O jogo conta com 30 mestres desde janeiro de 2016. Cada um deles possuem habilidades únicas e diferentes estilos de jogo. Os Mestres são personagens de jogos anteriores que foram publicados pela NCsoft, bem como os novos personagens. O jogador pode alternar entre dois Mestres ao longo do jogo, onde o Mestre não utilizado é capaz de regenerar sua saúde. Existe um tempo de espera para permitir a troca de ambos, bem como a morte durante uma partida. Em MXM o jogador utiliza as teclas WASD e o mouse do computador para mover e clicar no personagem, embora a opção do jogador mover o personagem unicamente com o mouse também seja fornecida. Cada Mestre possui quatro habilidades especiais, com uma delas descarregando um ataque poderoso, e cada uma dessas habilidades tem um tempo de recarga. Invulgarmente, o jogo permite que os personagens dos jogadores saltem e evitem ataques inimigos. As habilidades dos personagens dos jogadores são baseadas em lançamento de projéteis e tiros, com todas sendo direcionadas pelo mouse.

## Desenvolvimento
A NCsoft testou a versão beta do jogo na Coréia do Sul em outubro de 2014, sendo o primeiro MOBA internamente desenvolvido pela empresa. Na época, o Engadget não tinha conhecimento de uma data de lançamento ou localização, porém informou um mês depois que a NCsoft planejava lançar uma versão móvel do jogo.
Em meados de 2015, a NCsoft planejava lançar o jogo em uma versão beta que seria disponibilizada globalmente no início de 2016, com o lançamento do jogo completo ainda no mesmo ano. O jogo ainda se encontrava em versão beta na Coréia do Sul. Em janeiro de 2016, a NCsoft anunciou o lançamento do jogo para computadores pessoais no segundo semestre de 2016 para a Europa e América do Norte. A NCsoft não anunciou um modelo de pagamento.

O jogo é desenvolvido com a tecnologia da nuvem.